# Фиалка, Ольга
Ольга Фиалка (19 апреля 1848, Терезин — 17 декабря 1930, Бая-Маре, Марамуреш) — австро-венгерская художница и глава семьи художников Ференци.

## Биография
Ольга Фиалка родилась 19 апреля 1848 года в Терезиенштадте. Она училась живописи у Яна Матейко в Кракове. Ольга продолжила обучение у Августа Айзенменгера в Вене. Создавала картины и книжные иллюстрации. Около 1884 года она вышла замуж за Кароя Ференци, от которого у неё родилось трое детей. Фиалка отвлеклась от искусства и сосредоточилась на воспитании детей. Первый ребёнок пары Валер Ференци (1885–1954) стал художником и гравёром. В 1890 году у них родились близнецы. Бени Ференци (1890–1967) стал скульптором, а Ноэми Ференци (1890–1957) — художницей по текстилю.
Фиалка умерла 17 декабря 1930 года в Бая-Маре, Румыния.

## Галерея

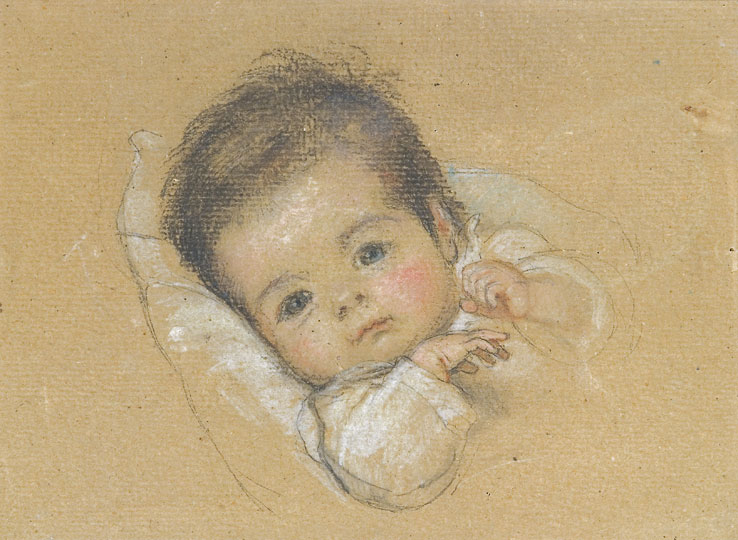
Портрет Бени Ференци
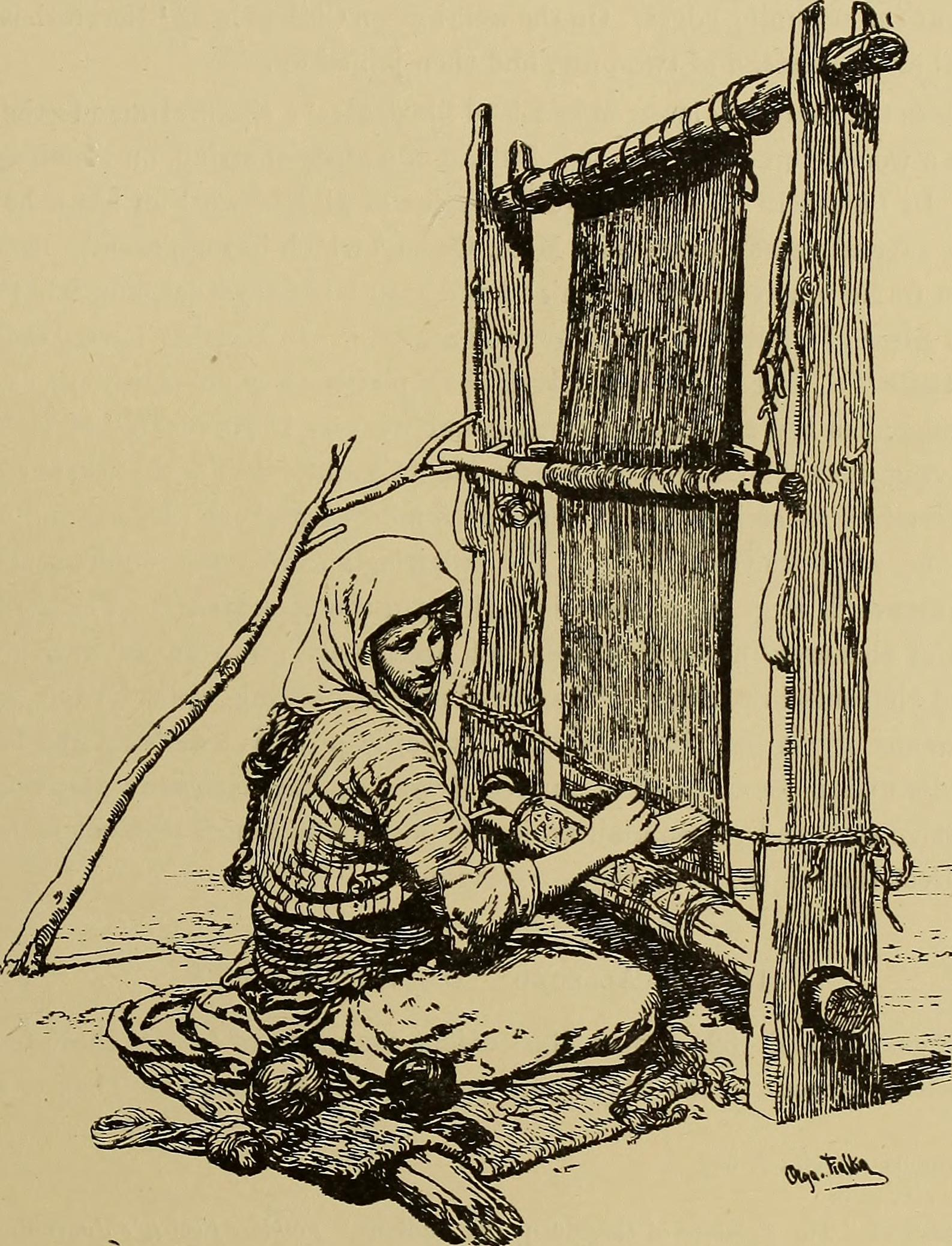
Занятия на примитивных ткацких станках (1918)
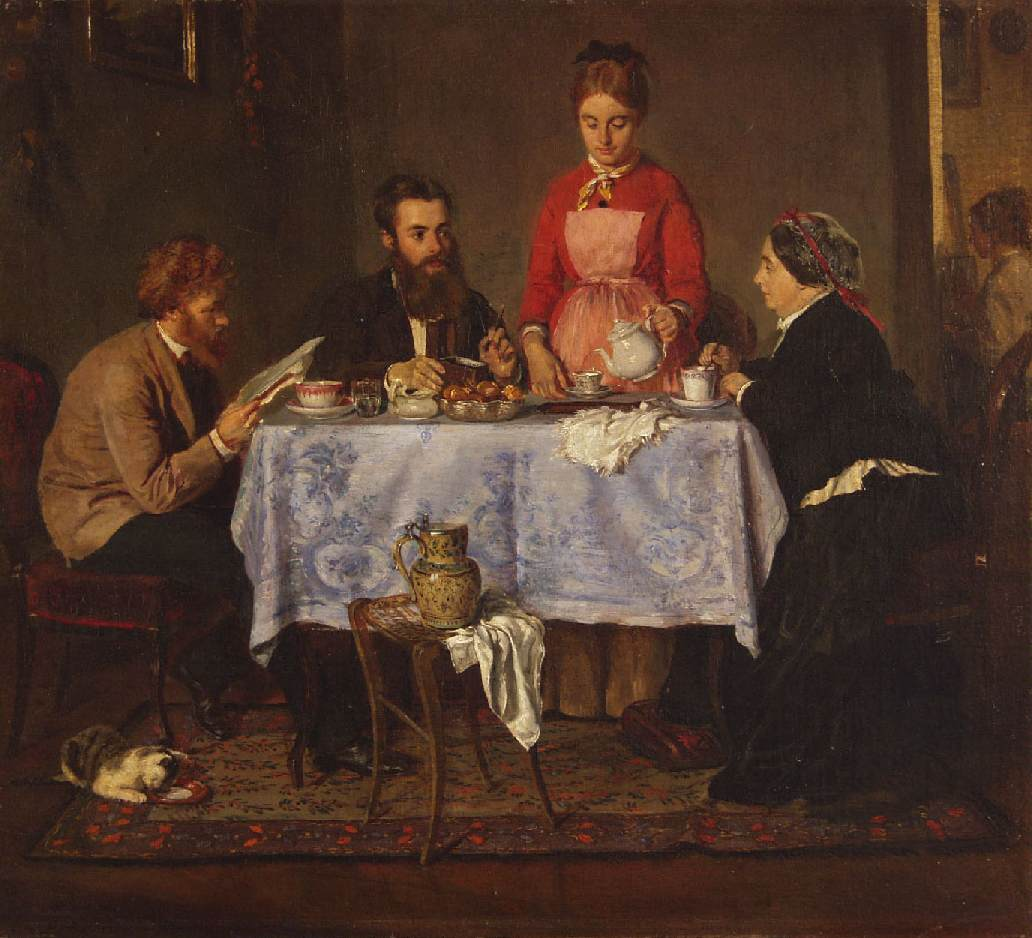
Семейство Фиалка (1874)